# Elaphidion quadrituberculatum
Elaphidion quadrituberculatum là một loài bọ cánh cứng trong họ Cerambycidae.